# Trezirea elfilor
În lumea ficțională a scriitorului J.R.R. Tolkien, venirea elfilor în Pămîntul de Mijloc a marcat începutul primului ev. După legenda elfilor, ei au fost treziți la viață de către Elu Iluvatar lîngă lacul Cuiviénen. Primul elf s-a numit Imin, iar soața sa Iminyë, acesta va fi primul elf din neamul Vanyarilo. Al doilea elf a fost Tata iar el a avut de soție pe Tatië, și ei au fost parinții neamului Noldorilor. Cea de-a treia pereche de elfi au fost Enel și Enelyë, ei fiind  primii din neamul Telerilor.